# Kapljuv
Kapljuv es una localidad de Croacia en el municipio de Cetingrad, condado de Karlovac.

## Geografía
Se encuentra a una altitud de 335 m s. n. m. a 118 km de la capital nacional, Zagreb.

## Demografía
En el censo 2011, el total de población de la localidad fue de 31 habitantes.
| Gráfica de población de Kapljuv 1857-2011                           |
|                                                                     |
| Según los censos de población de la oficina estadística de Croacia. |